# Kirsti Andersen
Pour les articles homonymes, voir Andersen.

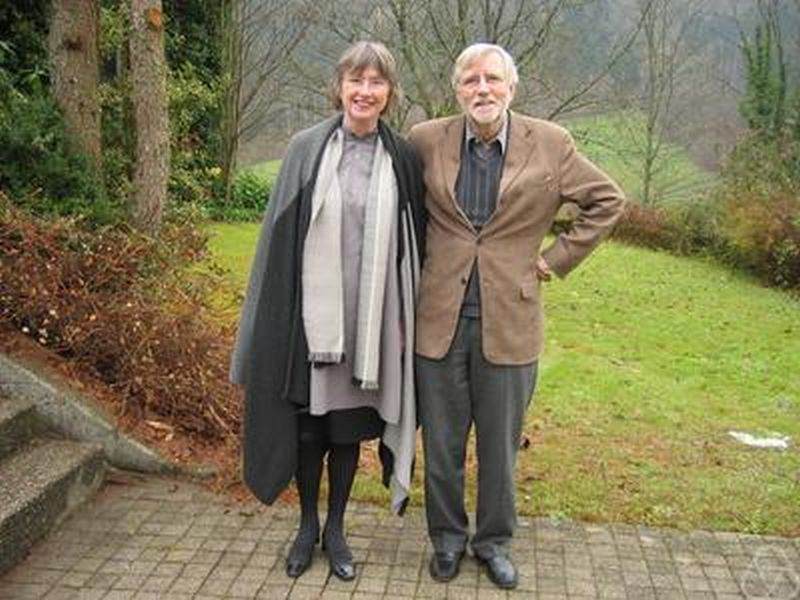
Kirsti Andersen et Henk Bos en 2005.

Kirsti Møller Andersen (née le 9 décembre 1941 à Copenhague), est une historienne danoise des mathématiques, elle a également publié sous le nom de Kirsti Pedersen.  

## Formation et carrière
Elle est professeure agrégée d'histoire des sciences à l'université d'Aarhus, où elle a passé son examen de candidat en 1967. 

## Travaux
Andersen a écrit sur les débuts de l'histoire de l'analyse mathématique (par exemple, Cavalieri et Roberval). 
Elle a également écrit de nombreux articles sur l'histoire de la perspective graphique. Dans un article de 1985 elle a relaté la science de la perspective décrite par Simon Stevin, Frans van Schooten, Willem's Gravesande, Brook Taylor et Jean-Henri Lambert. Dans un article de 1987 elle a examiné les racines anciennes de la perspective linéaire que l'on trouve dans l'Optique d'Euclide (en) et chez Claude Ptolémée (sa Géographie et son Planisphaerium). En 1991, elle a rappelé la méthode de perspective de Desargues. 
En 1992, son livre sur Brook Taylor est paru, et elle a écrit sur l'alternative "plan et technique d'élévation". En 2007, sa Geometry of an Art a fourni une étude approfondie. Selon le résumé de l'éditeur, le livre est une « étude de cas sur les difficultés à combler le fossé entre ceux qui ont des connaissances mathématiques et les praticiens mathématiquement non formés qui souhaitent utiliser ces connaissances ». Le livre couvre Leon Battista Alberti, Piero della Francesca, Albrecht Dürer, Léonard de Vinci, Guidobaldo Del Monte, Jean-Louis Vaulezard, Jacques Aleaume et Gaspard Monge ainsi que les auteurs mentionnés précédemment. 
Andersen a également écrit sur l'histoire danoise des mathématiques et s'est faite le champion de l'utilisation des mathématiques dans les cours d'histoire du secondaire.
Elle est présidente de la Commission internationale d'histoire des mathématiques de 1998 à 2001.
En 2005, elle a obtenu un doctorat à Aarhus. Elle est mariée à Henk Bos. 

## Publications
- (en) Kirsti Andersen, « Cavalieri's method of indivisibles », Arch. Hist. Exact Sci., vol. 31, no 4,‎ 1985, p. 261-367 (lire en ligne).
- Bos, HJM ; Bunn, R. ; Dauben, Joseph W. ; Grattan-Guinness, I. ; Hawkins, Thomas W. ; Pedersen, Kirsti Møller (1980) From the calculus to set theory, 1630–1910. An introductory history, éditée par Ivor Grattan-Guinness, Gerald Duckworth and Company Ltd., Londres,  (ISBN 0-7156-1295-6).
- Scholz, Erhard; Andersen, Kirsti; Bos, Henk JM ; et al. (1990) Geschichte der algebra. (Allemand) [Histoire de l'algèbre] Eine Einführung . [Une introduction] Lehrbücher und Monographien zur Didaktik der Mathematik [Manuels et monographies sur la didactique des mathématiques], 16. Bibliographisches Institut, Mannheim,  (ISBN 3-411-14411-4).
- Andersen, Kirsti (1980) "An impression of mathematics in Denmark in the period 1600–1800", numéro spécial consacré à Olaf Pedersen pour son soixantième anniversaire. Centaurus 24: 316–334.
- Andersen, Kirsti (2011) "One of Berkeley's arguments on compensating errors in the calculus", Historia Mathematica 38 (2): 219–231.
- (en) Kirsti Andersen, « The Mathematical Treatment of Anamorphoses from Piero della Francesca to Niceron », dans History of Mathematics: States of the Art. Flores Quadrivii – Studies in the Honor of Christoph J. Scriba, Academic Press, 1996.
- (en) Kirsti Andersen, The Geometry of an Art : The history of the mathematical theory of perspective from Alberti to Monge, Berlin, Springer, 2008, 814 p. (ISBN 978-0-387-25961-1 et 0-387-25961-9, présentation en ligne) lien Math Reviews.
- Kirsti Andersen, Brook Taylor's work on linear perspective : a study of Taylor's role in the history of perspective geometry ; including facsimiles of Taylor's two books on perspective, New York, Springer, 1992  (ISBN 0387974865).
- (en) Kirsti Andersen et Henrik Meyer, « Georg Mohr's three books and theGegenübung auf Compendium Euclidis Curiosi », Centaurus, vol. 28, no 2,‎ juillet 1985, p. 139-144 (DOI 10.1111/J.1600-0498.1985.TB00833.X).